# 1900년 하계 올림픽 승마 마차복합
1900년 하계 올림픽 승마 마차복합은 프랑스 파리에서 개최된 1900년 하계 올림픽 승마의 비공식 세부 종목이다. 1900년에 프랑스 파리에서 진행된 1900년 하계 올림픽 승마의 비공식 종목이다. 상위 4명의 선수만 알려져 있고, 여자 선수 1명을 포함하여 최소 8명 이상의 선수가 참가했다고 알려졌을 뿐, 정확히 몇 명의 선수가 경기에 참여했는지 알려져있지 않다. 공식 선수 명단을 참고하면 남자 선수는 최대 50명, 여자 선수는 최대 1명의 선수가 선수 명단에 있지만, 경기에 참가한 선수는 알려져 있지 않다.

## 경기 결과
| 순위 | 선수                           | 말          |
| ---- | ------------------------------ | ----------- |
| 1    | 나폴레옹 무라트 (FRA)          | The General |
| 2    | 아르슈눌 (FRA)                 | Retournelle |
| 3    | 드 몬테스키우 페즈네사크 (FRA) | Grey Leg    |

## 메달리스트
| 종목     | 금                       | 은                | 동                                |
| -------- | ------------------------ | ----------------- | --------------------------------- |
| 마차복합 | 나폴레옹 무라트 · 프랑스 | 아르슈눌 · 프랑스 | 드 몬테스키우 페즈네사크 · 프랑스 |

## 참고 문헌
- 국제 올림픽 위원회 - 1900년 하계 올림픽 승마 경기 결과 (영어)
- De Wael, Herman. 《Herman's Full Olympians: "Equestrian 1900"》. 2012년 7월 16일에 원본 문서에서 보존된 문서. 2006년 3월 19일에 확인함.
- Mallon, Bill (1998). 《The 1900 Olympic Games, Results for All Competitors in All Events, with Commentary》. Jefferson, North Carolina: McFarland & Company, Inc., Publishers. ISBN 0-7864-0378-0.